# Prasugrel
Prasugrel es un medicamento que pertenece al grupo de los antiagregantes plaquetarios. Se utiliza en la prevención de trombosis arterial (infarto agudo de miocardio y accidente vascular cerebral). Su uso fue autorizado por la Agencia Europea de Medicamentos en febrero de 2009. Se vende con el nombre comercial de Efient.

## Indicaciones
Está indicado, utilizado conjuntamente con ácido acetilsalicílico, en pacientes que han sido sometidos a cirugía para tratar un problema de cardiopatía isquémica, es decir falta de riego en el corazón por obstrucción de las arterias coronarias.

## Mecanismo de acción
Su acción antitrombotica se debe a que inhibe la agregación de las plaquetas, efecto mediado por un metabolito activo que se une al receptor plaquetario P2Y. Por lo tanto prasugrel es en realidad un profármaco.

## Posología y administración
La dosis habitual es 10 mg una vez al día por vía oral durante un periodo de entre 12 y 15 meses.

## Efectos secundarios
El más destacado es la aparición de hemorragias, incluyendo hemorragia gastrointestinal, hematuria y hemorragia nasal. También puede provocar anemia y raramente disminución del número de plaquetas en sangre (trombocitopenia).